# Viktor Posarić
Viktor Posarić (Zagreb, 1. kolovoza 1924. – Velika Mlaka, 20. kolovoza 1968.), bio je jugoslavenski partizan, načelnik Udbe i sekretar GSUP-a za Zagreb (1965. - 1966.).

## Životopis
Rođen je 1. kolovoza 1924., u Zagrebu, u obitelji Alojza i Jelke Posarić. U rodnom gradu završava pučku i građansku školu te se 1941. priključuje SKOJ-u, te je kao ilegalni aktivist na području Trešnjevke u subverzivno djelovao pod vodstvom Ivana Steve Krajačića. Zbog mogućnosti razotkrivanja od ustaša i Gestapoa, krajem 1942. napušta Zagreb te se priključuje partizanskim jedinicama, gdje je primljen za člana KPJ-a. U jedinicama NOVJ-a napredovao je od običnog borca 13. proleterske brigade, preko komesara i tajnika SKOJ-a u Žumberačkoj brigadi, komesara bataljuna, do pomoćnika šefa političke sekcije propagandnog odsjeka 34. brigade.  
Nakon završetka Drugoga svjetskog rata, tijekom 1946. godine prelazi u resor unutrašnjih poslova, točnije u Udbu, gdje je napredovao od načelnika Odsjeka u Udbi za grad Zagreb početkom 1950–ih, do dužnosti načelnika Udbe za grad Zagreb. Bio je i sekretar Gradskog sekretarijata unutarnjih poslova (GSUP-a) za Zagreb od 1965. do 1966., s dužnosti koje je smijenjen i umirovljen poslije Brijunskog plenuma na kojem je uklonjen Aleksandar Ranković. 
Nakon što je tijekom 1965. preuzeo od Josipa Manolića dužnost sekretara GSUP-a za Zagreb, Posarić je s obzirom na iskustva isljeđivanja kulturnih djelatnika, uz Marijana Ofaka, tadašnjeg načelnika zagrebačke Udbe, zapovjedio i koordinirao uhićenja i isljeđivanja skupine studenata okupljene oko Anđelka Mijatovića, Vice Vukojevića, Ivana Gabelice, Brune Bušića i inih. Naime, t
Udba je tu skupinu sumnjičila kako su prilikom obilježavanja dvadesete obljetnice Dana oslobođenja grada Zagreba, 8. svibnja 1965., s nebodera na Trgu bana Jelačića, tadašnjem Trgu Republike, bacili letke u kojima je među ostalim pisalo kako se ne radi o oslobođenju, već o „srbokomunističkoj okupaciji“ Zagreba, kao i čitave Hrvatske. 
Posarić je u braku s Divnom Posarić (rođ. Nola, 1928. - 1998.) imao dvoje djece.
Poginuo je u automobilskoj nesreći 20. kolovoza 1968., u Velikoj Mlaki kraj Velike Gorice. Tom prilikom s Posarićem je smrtno stradao i Marijan Ofak, bivši dužnosnik Udbe.
Pokopan je 23. kolovoza 1968., na zagrebačkom Mirogoju, uz vojne i policijske počasti. 
Bio je odlikovan Ordenom za hrabrost, ordenom Zasluga za narod, Partizanskom zvijezdom te je bio nositelj Partizanske spomenice 1941. godine.